# Lijst van voetbalinterlands Bangladesh - Vietnam
Deze lijst van voetbalinterlands is een overzicht van alle officiële voetbalinterlands tussen de nationale teams van Bangladesh en Vietnam. De landen hebben tot op heden twee keer tegen elkaar gespeeld. De eerste ontmoeting, een kwalificatiewedstrijd voor het Wereldkampioenschap voetbal 2002, werd gespeeld op 8 februari 2001 in Dammam (Saoedi-Arabië). Het laatste duel, de 'return'wedstrijd in dezelfde kwalificatiereeks, vond plaats op 15 februari 2001 in Dammam.

## Wedstrijden
| № | Plaats | Datum            | Competitie           | Wedstrijd            | Uitslag |
| - | ------ | ---------------- | -------------------- | -------------------- | ------- |
| 1 | Dammam | 8 februari 2001  | WK 2002 kwalificatie | Vietnam − Bangladesh | 0 − 0   |
| 2 | Dammam | 15 februari 2001 | WK 2002 kwalificatie | Bangladesh − Vietnam | 0 − 4   |

## Samenvatting
| Competitie      | Totaal gespeeld | Winst Bangladesh | Gelijk | Winst Vietnam | Doelsaldo Bangladesh – Vietnam |
| --------------- | --------------- | ---------------- | ------ | ------------- | ------------------------------ |
| WK-kwalificatie | 2               | 0                | 1      | 1             | 0 − 4                          |
| Totaal          | 2               | 0                | 1      | 1             | 0 − 4                          |

Wedstrijden bepaald door strafschoppen worden, in lijn met de FIFA, als een gelijkspel gerekend.